# Греческий профиль
Греческий профиль — особая трактовка профиля человеческого лица, являющаяся частью канона древнегреческой скульптуры классической и эллинистической эпох. Является одной из важнейших характеристик красоты того периода. 
В этом смысле был воспринят художниками Нового Времени, ориентировавшимися в изобразительном искусстве на Древнюю Грецию.

## Определение
Отличительными чертами является линия носа, прямо переходящая в лоб практически без какого-либо выделения переносицы. Если голова увенчана шлемом, то эта линия также сливается с ним. Также заметен относительно тяжёлый подбородок.

Такой профиль образуется почти прямой или слегка изогнутой линией лба и носа. В идеальном варианте глаза неизменно посажены глубже, чем это встречается в природе, что подчеркивает верхний край глазного углубления. Подбородок, красота которого заключается в плавной округлости его форм, не делится пополам ямочкой (эта ямочка, которая и в природе встречается весьма редко, не считалась греческими скульпторами  необходимым признаком чистой и универсальной красоты).— Иоганн Винкельманн
В реальной жизни людей с подобной внешностью встретить чрезвычайно затруднительно, в том числе и среди современных греков. Общий тип: прямоугольное лицо, узкая подносовая область, прямоугольные глазницы, высокий компактный нос, развитые скулы. Употребление выражения в устной речи для описания чьей-либо красоты в большинстве случаев является не соответствующим истине, так как обычно люди на самом деле просто намереваются выразить восхищение чистотой линий профиля описываемого. «Греческий профиль» также не является синонимом «длинного носа» (распространённая ошибка).

## Возникновение и использование
Исследователи отмечают, что изначально складывание подобного типа изображения легче всего заметить в греческой вазописи, где греческий профиль возникает в последнюю стадию архаики. В росписях краснофигурной керамики этого периода меняются пропорции лиц: выравнивается их общий абрис, подбородок укорачивается и тяжелеет, а лоб становится ниже и твёрже, в то время как нос укорачивается и становится вертикальнее. В скульптуре принцип появляется несколько позже. Виппер объясняет, что для греков взаимоотношение отдельных черт в подобном лице определяется не психологической, а пластической выразительностью, которая была вызвана их особой любовью к обнажённому человеческому телу в действии и его глубоким пониманием.
Гегель, анализируя греческий профиль, выводит, что в нём максимально нивелированы «звериные» черты, присущие голове: рот, жевательные мышцы, скулы, которые напоминают о физиологичности человека, и, наоборот, акцентированы черты, обозначающие умственную жизнь — это, в первую очередь красивый лоб. В подобном лице, чьи пропорции находятся в абсолютной гармонии, лоб (обычно не очень высокий) получает выражение твёрдости и упрямой умственной концентрации, говорящих о высоких достоинствах изображённого.
Подобным профилем, ставшим идеалом красоты, наделялись изображения богов и героев: согласно греческой концепции калокагатии (красота и добродетель равны друг другу), эти положительные персонажи обязаны были быть красивейшими. В то же время отрицательные персонажи, даже противостоящие им в одной композиции, изображались с крючковатыми «орлиными», приплюснутыми «обезьяньими» носами.

## Вопрос реализма
В музее греческой цивилизации Бенаки представлена фотография «девушка из Ипати», имеющая классический греческий профиль и черты лица. Греческий нос встречается и среди современных греков, например, у артиста Сакиса Руваса, певца Димоса Анастасиадиса. Греческий нос мог быть представлением об идеальной красоте лица, вероятно из-за своей редкости. 

Учитель: Дети, какой угол в геометрии идеален?
Класс: (хором) Угол, который греческий нос образовывал с землей Греции!
(Жирадо. Intermezzo)
По мнению De Pauw, греческий профиль не был воспроизведением натуры, а был лишь стилевым приёмом, воспринятым некоторыми скульптурными школами Греции.